# Aureolaria pectinata
Aureolaria pectinata är en snyltrotsväxtart som först beskrevs av Thomas Nuttall, och fick sitt nu gällande namn av Francis Whittier Pennell. Aureolaria pectinata ingår i släktet Aureolaria och familjen snyltrotsväxter. Inga underarter finns listade i Catalogue of Life.